# 三一堂 (纽约州波茨坦)
圣公会三一堂（Trinity Episcopal Church）是一座历史悠久的美国圣公会教堂，位于纽约州圣劳伦斯县波茨坦。它建于1835年，联邦建筑风格，带有哥德復興式建築元素，用红色波茨坦砂岩建造。后来它大幅扩建，并转变为19世纪后期维多利亚时代的哥特式风格，而较小的改建一直持续到 20 世纪。教堂的前立面在1886年最终定型，装饰豪华的维多利亚时代的哥特式风格，由企业家托马斯·克拉克孙先生（1837-1894）和他的家族捐赠。他们还捐赠了上海的圣约翰座堂。它高110-英尺 （34-）, 19乘19-英尺（5.8乘5.8-）设有一座四层高的塔楼。其内还有一面可追溯至1870年的石墙、一个可追溯至1880年的大型铸铁骨灰盒，和一座砂岩基座上的铸铁灯柱，可追溯至1880年.。
2003年，它被列入國家史蹟名錄。

## 参考

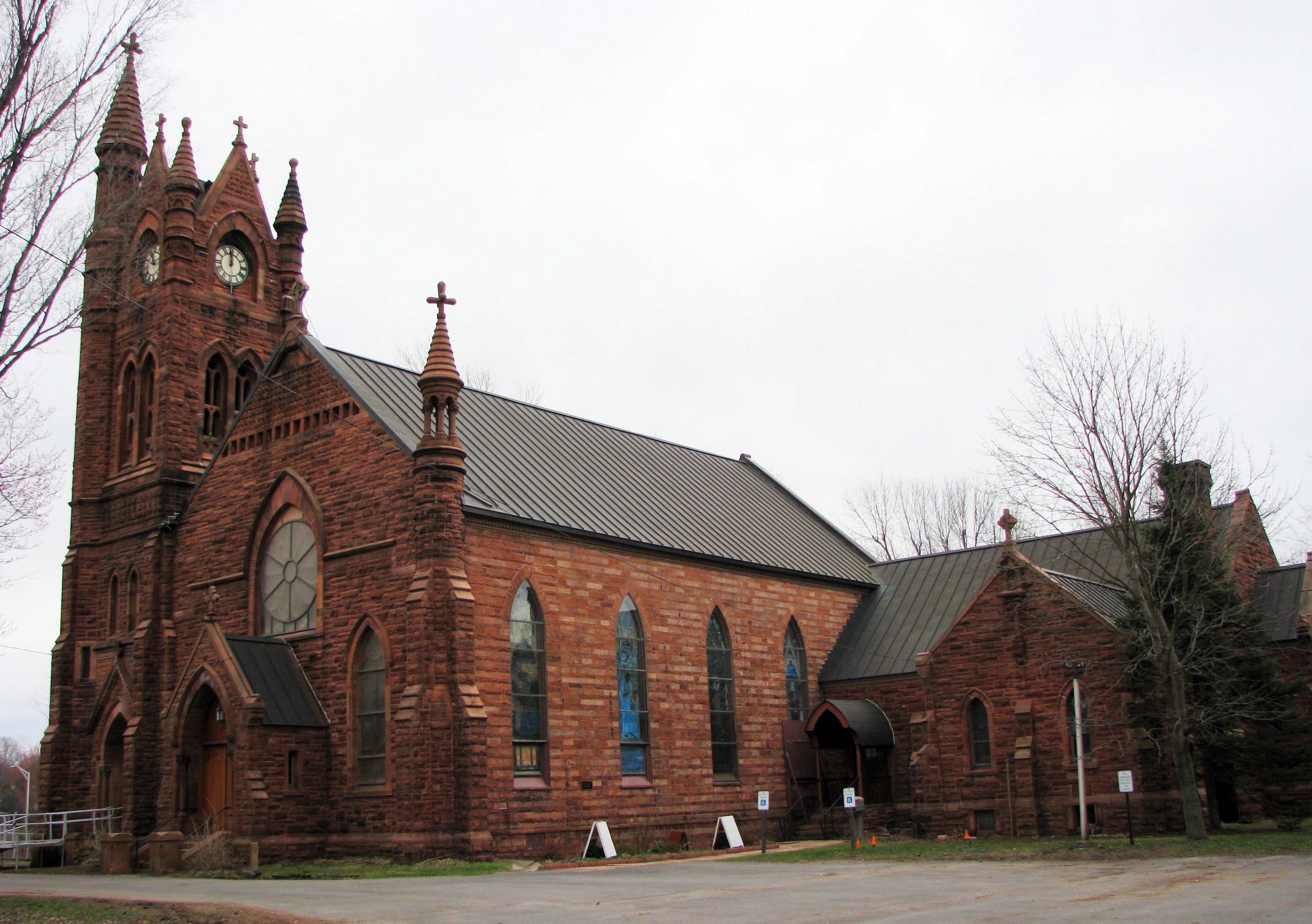

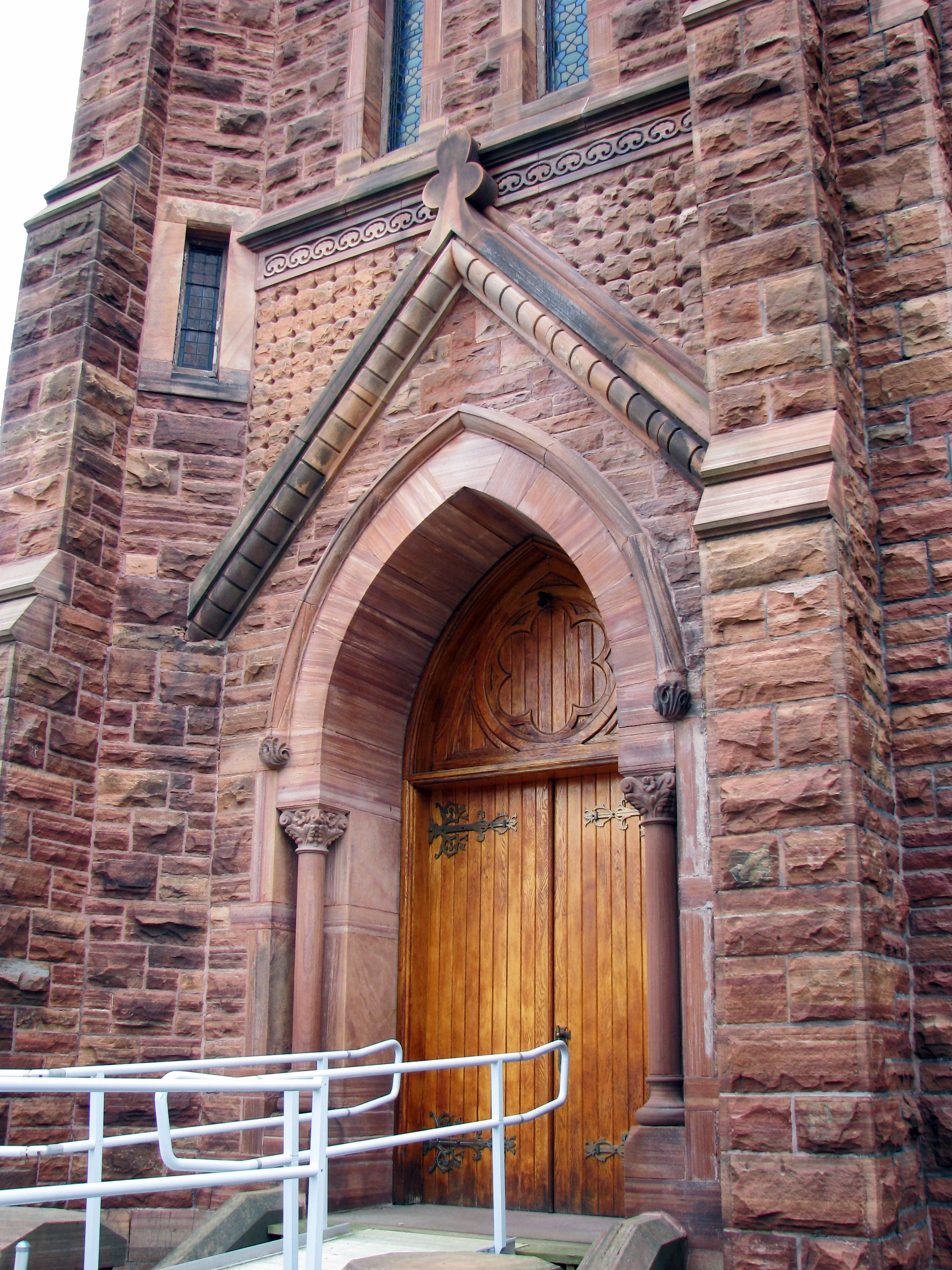